# عرب صباح زيز
 عرب صباح زيز (بالإنجليزية: AARAB SEBBAH ZIZ)‏ هي جماعة قروية تابعة لإقليم الرشيدية ضمن جهة درعة تافيلالت بالمغرب. بلغ مجموع عدد سكان  عرب صباح زيز حسب إحصاءات 2004 حوالي 18332 نسمة من بينهم 1 أجنبي يعيشون في 2578 أسرة.

## إحصاء عام
| السنة | عدد السكان | عدد الأسر | عدد الأجانب |
| ----- | ---------- | --------- | ----------- |
| 1994  | 18522      | 2436      | °°°°        |
| 2004  | 18332      | 2578      | 1           |